# 밀양 표충사 석조지장보살반가상
밀양 표충사 석조지장보살반가상(密陽 表忠寺 石造地藏菩薩半跏像)은 대한민국 경상남도 밀양시 단장면 구천리, 표충사에 있는 불상이다. 
2008년 1월 10일 경상남도의 유형문화재 제461호 표충사 석조지장보살반가상으로 지정되었다가, 2018년 12월 20일 현재의 명칭으로 변경되었다.

## 개요
본 작품은 아무런 손상 없이 완형으로 박물관내에 소장되어 있는데 복장물이 흩어져 없어졌다는 점은 다소 아쉬운 점이다. 그나마 1738년 불상중수기와 1796년 불사개금기의 기록 일부가 남아 있어 석조지장반가상은 적어도 18세기 전반이전에는 제작된 것으로 추정해 볼 수 있었다. 또한 양식적인 면에서 본다면, 표충사 지장보살반가상은 바람에 날리는 듯한 천의자락이 딱딱하고 경직되어 있는데 반해 이와 같은 형태로서 연대가 이른 1666년 보은 법주사 관음상과 비교하면 천의 자락이 힘이 있으면서 유려하여 시기성을 반영한다고 할 수 있다. 따라서 이와 같은 천의 형식은 연대가 가장 올라가는 법주사 관음전 불상을 기준으로 그 상한선이 17세기 중반이전으로는 올라갈 수 없을 것이며, 하한역시 1738년 이하로 내려갈 수 없어 본 작품은 17세기 후반에서 18세기전반에 제작되었을 것으로 추정된다. 한편, 지장보살상이면서도 단독관음상과 같은 천의 형식으로 법의를 입은 것은 흥미로우며, 이 상이 단독으로 봉안되었을 가능성도 배제할 수 없을 것이다.

## 참고 문헌
- 밀양 표충사 석조지장보살반가상 - 국가유산청 국가유산포털